# Laterna magika
 Ikke at forveksle med Laterna magica.
Laterna magika er et teater i Prag, der spiller et avantgardistisk repertoire af forestillinger uden ord med brug af dans, film og pantomime. Teatret har 397 pladser og er kendt i store dele af verden.

## Historie
Laterna magika stammer fra 1958, hvor teaterlederen Alfred Radok og scenografen Josef Svoboda skabte en forestilling til Tjekkoslovakiets pavillon ved Expo '58 i Bruxelles. Programmet blev kaldt Laterna magika, og det blev efter successen ved verdensudstilling året efter til et permanent teater i Prag.
Til Expo '67 i Montreal og Expo '70 i Osaka repræsenterede Laterna magika igen sit land med succes, og i tilknytning hertil fulgte opførelser over det meste af verden. I 1970'erne blev Laterna magika indlemmet i Nationalteatret, og siden har teatret primært spillet fast i Prag med et relativt beskedent repertoire, men fortsat med stor succes.

## Repertoire
Laterna magika har blot seks forestillinger på repertoiret, og disse spilles i små serier. Det drejer sig om følgende stykker:
- Casanova – en fortolkning af den berømte kvindebedårer Giacomo Casanovas liv.
- Graffiti – en forestilling i fire akter, der præsenterer det moderne storbylivs muligheder.
- Argonauterne – forestillingen om den græske legende om Jason og argonauternes søgen efter det gyldne skind blev skabt til sommer-OL 2004 og beskriver oprindelsen til den olympiske tradition.
- Odysseus – historien om Odysseus' rejse søger at skabe en forbindelse til nutidens liv.
- Rendez-Vous – en abstrakt forestilling med dansen i centrum og en avanceret scenografi, der viser flashbacks til en række tidspunkter i et menneskes liv.
- Det fortryllende cirkus – et helt liv præsenteres i en forestilling projiceret i et cirkusmiljø.